# المنصة (فلم)
المنصة (بالإسبانية: El Hoyo) هو فيلم إثارة ديستوبي إسباني صدر عام 2019 من إخراج جالدر غازتيلو أوروتيا ‏. تدور أحداث الفيلم في برج صناعي كبير يُدعى "مركز الإدارة الذاتية العمودي". يُسجن سكان البرج في المركز عقابًا لهم على ارتكاب جرائم. كل شهر، يتنقل السجناء بين طوابق البرج العديدة ويتم إطعامهم من خلال منصة تتحرك عموديًا تحتوي على الطعام. تمتلئ المنصة في البداية بالكثير من الطعام، ثم تنزل تدريجيًا عبر مستويات البرج، وتتوقف لمدة محددة من الوقت في كل طابق. نظرًا لأن سكان كل طابق يميلون إلى تناول أكبر قدر ممكن من الطعام، فإن أولئك الموجودين في الطوابق السفلية غير قادرين على تناول نفس القدر من الطعام الذي يتناوله أولئك الموجودون في الطابق العلوي، مما يؤدي إلى الصراع.
يشمل طاقم الفيلم إيفان ماساغي وأنطونيا سان خوان وزوريون إغيليور ‏ وإميليو بوالي كوكا ألكسندرا ماسانغكاي. تم عرضه لأول مرة في مهرجان تورنتو السينمائي الدولي لعام 2019 ‏ (TIFF)، حيث فاز بجائزة اختيار الجمهور لفيلم Midnight Madness ‏. في مهرجان تورنتو السينمائي الدولي، حصل الفيلم أيضًا على صفقة بث عالمية مع نتفليكس. تم إصداره في دور العرض بإسبانيا في 8 نوفمبر 2019 بواسطة Festival Films. وقد تلقى مراجعات إيجابية بشكل عام من النقاد.

## القصة
يستيقظ رجل يدعى جورينج في زنزانة رقمها 48. ويوضح زميله في الزنزانة تريماجاسي أنهم موجودون في منشأة احتجاز على شكل برج. مرة واحدة يوميًا, يصل الطعام إلى "المنصة" التي تنخفض من المستوى 0, وتتوقف لمدة دقيقتين في كل مستوى. لا يُسمح للسجناء بتناول الطعام إلا عندما تكون المنصة متوقفة على مستواهم, ويتعرضون لدرجات حرارة مميتة إذا احتفظوا بأي طعام. يتم إعادة تعيين السجناء بشكل عشوائي إلى مستوى جديد كل شهر. يكشف تريماجاسي أنه عندما تم تعيينه في المستوى 132, قام هو وزميله السابق في الزنزانة بأكل لحوم البشر. في أحد الأيام, كانت امرأة تدعى مياهارو تنزل إلى المنصة, ويشرح لها تريماجاسي أنها تنزل بانتظام إلى الحفرة للبحث عن طفلها. يوضح جورينج أنه تطوع لقضاء ستة أشهر في المنشأة مقابل الحصول على دبلومة, في حين يعترف تريماجاسي بأنه يقضي عقوبة بالسجن لمدة عام بتهمة القتل غير العمد ‏.
وفي الشهر التالي, تم إعادة تعيينهم إلى المستوى 171. يقوم تريماجاسي بربط جورينج ويشرح له خططه لإطعام نفسه باستخدام لحم جورينج. عندما يبدأ في قطع ساق جورينج, يصل مياهرو ويهاجم تريماجاسي ويحرر جورينج, الذي يقتل تريماجاسي. بتشجيع من مياهرو, يأكل جورينج لحم تريماجاسي ويصبح بعد ذلك مسكونًا بهلوسات تريماجاسي.
في الشهر التالي, يستيقظ جورينج في المستوى 33 مع امرأة تدعى إيموجويري وكلبها رمسيس الثاني. كان إيموجويري هو المسؤول الإداري الذي أجرى المقابلة مع جورينج قبل إرساله إلى الحفرة, بعد أن اعترفت بنفسها بعد تشخيص إصابتها بسرطان في المرحلة النهائية . تأكل إيموجويري مرة واحدة فقط في اليوم الآخر, وتترك رمسيس الثاني يأكل في الأيام التي لا تأكل فيها, وتحاول دون جدوى إقناع الثنائي تحتها بتقنين طعامهما. ذات يوم, يصل مياهارو مصابًا. جورينج وإيموجويري يعتنيان بها حتى تستعيد صحتها. في تلك الليلة, قام جورينج بفض قتال بين مياهرو وإيموجويري ليكتشف بعد ذلك أن مياهرو هو من قتل رمسيس الثاني. بعد أن غادرت مياهارو, ذكر جورينغ طفلها لإيموجويري, الذي قال أنه لا يوجد أطفال في الحفرة وأن مياهارو جاءت بمفردها. في صباح اليوم التالي, يستيقظ جورينج ليجد أنه تم نقلهم إلى المستوى 202 وأن إيموجويري شنقت نفسها. يستهلك لحمها, وهو يعاني من الهلوسة حول زملائه السابقين في الزنزانة.
في الشهر التالي, تم تعيين جورينج في المستوى 6. زميله الجديد في الزنزانة, بهارات, هو رجل متدين يحاول الهروب من الحفرة منذ أشهر. يقدر جورينج أن هناك 250 مستوى, ويقنع بهارات بالنزول إلى المنصة معه وتوزيع الطعام. إنهم يمنعون أي شخص في المستويات الخمسين الأولى من تلقي أي شيء, بحجة أنهم يحصلون على الطعام كل يوم, ويصدون أولئك الذين يتحدونهم. تنصحهم زميلتهم السجينة الأخت برامبانج بأن اللباقة أكثر فعالية من العنف وتقنعهم بإرسال رسالة رمزية إلى الإدارة من خلال ترك قطعة باناكوتا واحدة دون مساس.
وبينما ينزلون أكثر, يقومون بتوزيع أجزاء من الطعام على السجناء, ويهاجمون أولئك الذين يرفضون التعاون. لقد واجهوا مياهارو وهي تتعرض للهجوم وحاولوا إنقاذها, لكنها قُتلت وأصيب كلاهما بجروح خطيرة. يستمر جورينج وبهارات في النزول, ويتوقفان في النهاية عند المستوى 333, حيث يلاحظ جورينج طفلة ويستنتج أنها ابنة مياهارو. ينزلون من المنصة, ويتركونها تستمر في النزول, ويطعمون الفتاة البانا كوتا على مضض.
في تلك الليلة, أيقظ بهارات جورينج وقال له: "الفتاة هي الرسالة". استيقظ جورينج, وكشف أن هذا اللقاء كان حلمًا, ووجد أن بهارات الحقيقي قد نزف حتى الموت. يركب جورينج والفتاة المنصة حتى المستوى السفلي للغاية. يُصاب جورينج مرة أخرى بالهلوسة مع تريماجاسي, الذي يشجعه على النزول من المنصة. أصر جورينغ على صعود المنصة عائدًا إلى القمة, فهو حامل "الرسالة", لكن تريماجاسي ردّ: "الرسالة لا تحتاج إلى حامل". نزل جورينغ من المنصة وابتعد الاثنان, وهما يراقبان الطفلة وهي يصعد.

## طاقم التمثيل
- إيفان ماساغي في دور جورينغ
- زوريون إيغيليور  [لغات أخرى]‏ في دور تريماجاسي
- أنطونيا سان خوان في دور إيموجويري
- إميليو بوالي  [لغات أخرى]‏ في دور بهارات
- ألكسندرا ماسانغكاي في دور مياهارو
- إريك إل. جود في دور الأب برامبانج
- ماريو باردو بدور صديق بهارات

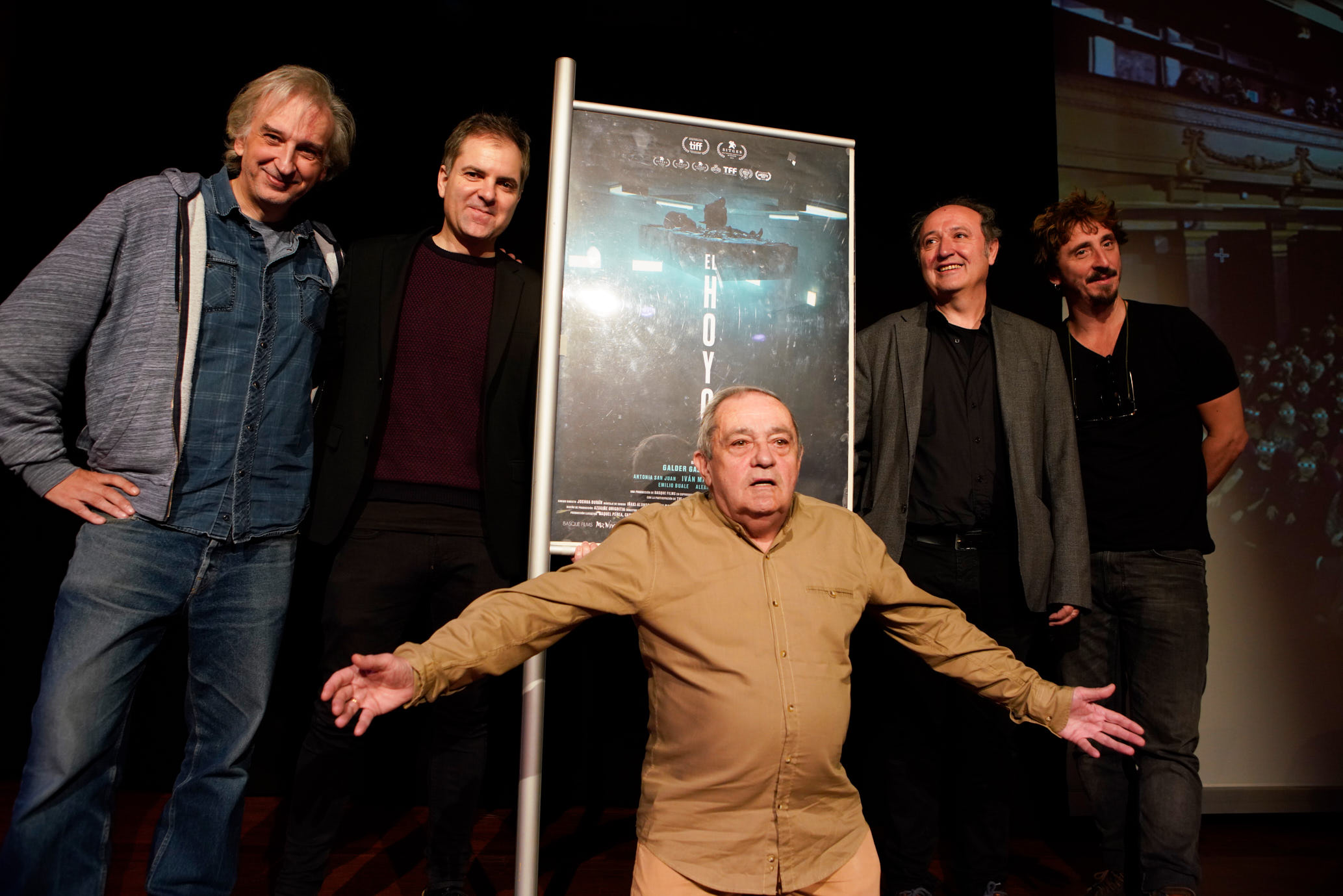
أعضاء فريق العمل والممثلين في مؤتمر صحفي في أكتوبر 2019.

- Txubio Fernández de Jáuregui بدور الشيف

## الإطلاق
تم إصدار الفيلم في إسبانيا في 8 نوفمبر 2019 بواسطة Festival Films. تم إطلاق المنصة على Netflix دوليًا (بما في ذلك إسبانيا) في 20 مارس 2020. في يوليو 2020، كشفت نيتفليكس أن الفيلم قد شاهده 56 مليون أسرة خلال الأسابيع الأربعة الأولى من إصداره، وهو من بين أعلى أرقام المشاهدة على الإطلاق لأحد أفلامهم الأصلية.

## الاستقبال النقدي
أفاد موقع روتن توميتوز أن 82% من النقاد أعطوا الفيلم مراجعة إيجابية استنادًا إلى 22 تعليقًا, بمتوسط تقييم 7.08 / 10.

## روابط خارجية
- مقالات تستعمل روابط فنية بلا صلة مع ويكي بيانات